# Potencial de combate
Potencial de combate é o valor atribuído a uma força militar. Não é possível quantificá-lo em muitos dos seus factores e só tem significado quando examinado em relação ao das forças inimigas oponentes, isto é, quando se considera o potencial relativo de combate. O potencial de combate é a resultante da combinação dos recursos materiais, recursos humanos e força moral da unidade. Depende, em larga medida, da competência e capacidade de liderança do seu comandante.

Existem factores que têm influência directa no potencial de combate. Podemos sistematizar esses factores da seguinte forma:

- Características da área de operações;

- Coordenação e controlo;

- Vulnerabilidade e risco;

- Informação;

- Operações de apoio e subsidiárias.

Os elementos que caracterizam uma área de operações são o terreno, o clima e as condições meteorológicas e a população. A influência do terreno varia com o escalão de comando considerado e com a natureza da operação. No estudo do terreno, são analisados os seus aspectos militares: observação e campos de tiro, cobertos e abrigos, obstáculos, pontos importantes e eixos de aproximação. O clima e as condições meteorológicas influenciam todos os tipos de operações militares. O clima afecta sobretudo as necessidades logísticas e o rendimento do pessoal. As condições meteorológicas afectam a observação, a transitabilidade, o exercício do comando, o rendimento e capacidade do pessoal, o funcionamento de certos equipamentos e o alcance e efeitos das armas. Por fim, a atitude, possibilidades e volume da população de uma área de operações afectam grandemente o emprego do potencial de combate. Em operações de contra-subversão, a população é, em última análise, o factor fundamental.

O emprego eficiente do potencial de combate exige uma perfeita coordenação dos esforços ao longo de todos os escalões, o que, pelo seu turno, implica a existência de meios e adopção de medidas de controlo adequadas.

A vulnerabilidade é o grau de susceptibilidade de uma força a sofrer danos como consequência de acção inimiga. São adoptadas medidas destinadas a reduzir a vulnerabilidade à forma de ataque que se pensa ser a mais provável: engano, dispersão, utilização de cobertos e abrigos, movimento, etc. No entanto, as medidas adoptadas para reduzir a vulnerabilidade a uma forma de ataque podem aumentar relativamente a outra forma. Por exemplo, a dispersão reduz a vulnerabilidade aos fogos inimigos, mas aumenta-a relativamente a acções de infiltração. O risco faz parte do elemento incontrolável a que se chama "sorte" e está relacionado com os ganhos: em regra, maiores ganhos envolvem a necessidade de correrem-se riscos maiores. O lema dos Comandos do Exército Português exprime uma perspectiva optimista desse conceito de risco: Audaces Fortuna Juvat (A Sorte protege os audazes).

O conhecimento das possibilidades do inimigo permite empregar os meios disponíveis por forma a obter um potencial relativo de combate superior. Para isso, é necessário dispor de um bom sistema de informação, mas também de contra-informação. Este permite dificultar ou impedir que o inimigo obtenha informações sobre nossas actividades, possibilidades e intenções.

Existem certas operações que se destinam a apoiar a acção fundamental, e é dessa forma que contribuem para o desenvolvimento e emprego eficiente do potencial de combate disponível. Essas operações de apoio e subsidiárias são:

- A cobertura e engodos tácticos que se destinam a enganar o inimigo quanto à localização, dispositivo, possibilidades e intenções das forças que as executam. Entre as operações de cobertura e engodos tácticos, figuram as operações de forças de segurança, as fintas, as demonstrações e os estratagemas.

- Barragens e operações de denegação. As barragens consistem em conjuntos coordenados de obstáculos naturais e artificiais, fundamentalmente destinados a reduzir a mobilidade do inimigo e a canalizá-lo para áreas onde possa ser mais facilmente destruído. As operações de denegação destinam-se a impedir ou a dificultar a ocupação ou o aproveitamento, pelo inimigo, de determinadas áreas, instalações, pessoal ou material.

- A interdição é qualquer acção levada a efeito para impedir ou dificultar a utilização pelo inimigo de determinadas áreas ou vias de comunicação.

- A acção psicológica destina-se a influenciar as opiniões, emoções, atitudes e comportamento dos meios inimigos, neutros e amigos.

- A guerra electrónica anula ou perturba a utilização pelo inimigo de todos os meios (comunicações, sistemas de armas) que utilizam emissões electrónicas; também visa impedir de interferir nos sistemas electrónicos de uma força.

- A iluminação do campo de batalha elimina ou atenua as limitações que a falta de luz natural impõe.

- As operações de assuntos civis podem contribuir para obter a colaboração e o apoio da população e autoridades civis ou reduzir a sua interferência prejudicial relativamente à missão a cumprir.